# Nosodipara
Nosodipara is een geslacht van vliesvleugeligen uit de familie Pteromalidae. De wetenschappelijke naam van dit geslacht is voor het eerst geldig gepubliceerd in 1988 door Boucek.

## Soorten
Het geslacht Nosodipara omvat de volgende soorten:
- Nosodipara ferrana Desjardins, 2007
- Nosodipara monteithorum Boucek, 1988